# Дефензола (Фођа)
Дефензола (итал. Defensola) је насеље у Италији у округу Фођа, региону Апулија.
Према процени из 2011. у насељу је живело 226 становника. Насеље се налази на надморској висини од 38 м.